# 1st YEAR ANNIVERSARY LIVE 〜with Graduation Ceremony〜
《1st YEAR ANNIVERSARY LIVE 〜with Graduation Ceremony〜》是日本女子偶像組合櫻坂46在2021年12月9日和12月10日舉行的公演，於2022年10月19日以DVD和Blu-ray的形式發售，為櫻坂46第1部現場影像作品。

## 公演
2021年10月31日，櫻坂46在埼玉超級競技場舉行的「櫻坂46 1st TOUR 2021」尾場宣佈舉行1週年公演，場地是日本武道館，11月27日宣佈提供網絡直播，平台分別是Stagecrowd、Rakuten TV、羅森門票、Streaming+、Stagecrowd PIA LIVE STREAM、LINE LIVE、ABEMA、dTV和Hulu。12月9日，原本休養中的成員小林由依復出，同日櫻坂46宣佈在12月10日的公演中舉行成員守屋茜和渡邊梨加的畢業儀式，這是櫻坂46及其前身櫸坂46歷來首次在公演中舉行畢業儀式，兩人與渡邊理佐、菅井友香合唱《不一樣的藍天》，也是自櫻坂46改名以來首次演唱櫸坂46時代的歌曲。

## 發行
2022年9月1日，櫻坂46宣佈在10月19日推出公演的DVD和Blu-ray，9月9日公佈封面，10月8日公開公演的精選影像，10月10日公開完全生產限定盤的包裝。10月13日，櫻坂46宣佈在北海道、宮城縣、茨城縣、栃木縣、埼玉縣、千葉縣、東京都、神奈川縣、新潟縣、石川縣、岐阜縣、靜岡縣、愛知縣、京都府、大阪府、岡山縣、廣島縣、福岡縣和熊本縣的唱片店舉行相關展覽。10月17日，公開特典影像預告編。10月18日、10月20日和10月23日，先後公開由排舞師TAKAHIRO負責講解的影片。發售當天，在SPACE SHOWER電視臺的LINE LIVE則直播由油漬搖滾的遠山大輔和般若的金田哲主持的特別節目。

## 榜單成績
在Oricon公信榜，公演Blu-ray和DVD分別售出16,635張和4,511張，在Blu-ray週榜和DVD週榜均取得第3位，在音樂DVD和Blu-ray合算週榜則排在第4位。

## 外部連結
- . 櫻坂46.   [2022-11-03]. （原始内容存档于2022-09-08） （日语）.
- . 櫻坂46 （日语）.
- YouTube上的（日語）
- YouTube上的（日語）
- YouTube上的（日語）
- YouTube上的（日語）
- YouTube上的（日語）